# Morten Frendrup
Morten Wetche Frendrup (Holbæk, 7 aprile 2001) è un calciatore danese, centrocampista del Genoa, di cui è vice-capitano, e della nazionale danese.

## Caratteristiche tecniche
È un centrocampista centrale di piede destro. All’occorrenza, però, può essere impiegato anche nel ruolo di terzino su entrambe le fasce. Dotato di grande resistenza fisica e buone doti nel recupero del pallone, è abile sia in difesa, sia nelle fasi offensive, grazie ai suoi inserimenti.
Per le sue caratteristiche, è stato paragonato al connazionale Christian Nørgaard.

## Carriera

### Club

#### Gli inizi in Danimarca
Nato a Tuse, frazione del comune di Holbæk, Frendrup ha iniziato a giocare nella squadra della sua città natale, per poi passare all'Holbæk nel 2013 e, solo pochi mesi dopo, al Brøndby. Quindi, è cresciuto nel settore giovanile di quest'ultima squadra, con cui ha anche vinto una coppa nazionale Under-15 nel 2016.
Nell'estate del 2017, ha iniziato ad allenarsi con la prima squadra, agli ordini dell'allenatore Alexander Zorniger; quindi, nel dicembre seguente, ha rinnovato il proprio contratto con la società fino al 2020. Ha infine esordito in prima squadra l'11 febbraio 2018, subentrando nei minuti finali dell'incontro di Superligaen vinto 3-1 contro il Lyngby. Nell'occasione, a 16 anni, 10 mesi e 4 giorni, è diventato il debuttante più giovane nella storia del Brøndby, battendo il record precedente di Magnus Warming. Poco dopo, è stato definitivamente aggregato alla prima squadra del club.
Ha quindi ottenuto un posto stabile da titolare a partire dalla stagione 2019-2020, in cui si è messo in mostra come uno dei talenti più promettenti del campionato danese, contribuendo al quarto posto finale della sua squadra. Nel frattempo, il centrocampista ha anche rinnovato il proprio contratto con il Brøndby fino al 2023.
Confermato anche per l'annata successiva, Frendrup ha contribuito attivamente alla vittoria del campionato da parte della squadra danese, tornata così al successo in Superligaen dopo 16 anni.

#### L'approdo al Genoa
Il 30 gennaio 2022, Frendrup è stato ceduto a titolo definitivo al Genoa, con cui ha firmato un contratto valido fino al 2026. Ha dunque esordito in Serie A il 13 marzo successivo, nel pareggio a reti inviolate contro l'Atalanta. Il 3 settembre successivo, ha segnato la sua prima rete con il Grifone, nella gara pareggiata per 3-3 contro il Parma. Conquistata la promozione in serie A con i liguri, segna il suo primo gol nella massima serie il 17 febbraio 2024, nella partita in casa del Napoli, pareggiata per 1-1, mentre il suo secondo arriva nella gara interna vinta per 3-0 contro il Cagliari il 29 aprile 2024. Alla fine della stagione Frendrup si rivela uno dei migliori centrocampisti del campionato e risulta primo per palloni recuperati e contrasti vinti.

### Nazionale
Frendrup ha rappresentato tutte le nazionali giovanili danesi, dall'Under-16 fino all'Under-21.
Nel 2018, ha partecipato all'Europeo Under-17 in Inghilterra, in cui la Danimarca è stata eliminata al primo turno. Ha in seguito rappresentato la nazionale Under-19, di cui è stato anche capitano.
Entrato quindi a far parte dell'Under-21 danese a partire dal settembre del 2021, Frendrup ha partecipato alle qualificazioni all'Europeo di categoria del 2023, raggiungendo lo spareggio finale, poi perso ai rigori contro i pari età della Croazia. Il 18 novembre 2023 ha ricevuto la prima convocazione in nazionale maggiore. Chiamata a cui ha dovuto rinunciare a causa di un attacco influenzale. Deve così attendere fino all'8 settembre 2024 per fare il suo esordio con la Danimarca, subentrando a Victor Kristiansen nel finale della sfida di Nations League vinta 2-0 contro la Serbia.

## Statistiche

### Presenze e reti nei club
Statistiche aggiornate al 15 agosto 2025.
| Stagione        | Squadra         | Campionato      | Campionato | Campionato | Coppe nazionali | Coppe nazionali | Coppe nazionali | Coppe continentali | Coppe continentali | Coppe continentali | Altre coppe | Altre coppe | Altre coppe | Totale | Totale |
| Stagione        | Squadra         | Comp            | Pres       | Reti       | Comp            | Pres            | Reti            | Comp               | Pres               | Reti               | Comp        | Pres        | Reti        | Pres   | Reti   |
| --------------- | --------------- | --------------- | ---------- | ---------- | --------------- | --------------- | --------------- | ------------------ | ------------------ | ------------------ | ----------- | ----------- | ----------- | ------ | ------ |
| 2017-2018       | Brøndby         | SL              | 3          | 0          | CD              | 0               | 0               | -                  | -                  | -                  | -           | -           | -           | 3      | 0      |
| 2018-2019       | Brøndby         | SL              | 3          | 0          | CD              | 1               | 1               | UEL                | 0                  | 0                  | -           | -           | -           | 4      | 1      |
| 2019-2020       | Brøndby         | SL              | 26         | 0          | CD              | 1               | 0               | UEL                | 0                  | 0                  | -           | -           | -           | 27     | 0      |
| 2020-2021       | Brøndby         | SL              | 31         | 0          | -               | -               | -               | -                  | -                  | -                  | -           | -           | -           | 31     | 0      |
| 2021- gen.2022  | Brøndby         | SL              | 15         | 2          | -               | -               | -               | UCL+UEL            | 8                  | 0                  | -           | -           | -           | 23     | 2      |
| Totale Brondby  | Totale Brondby  | Totale Brondby  | 78         | 2          |                 | 2               | 1               |                    | 8                  | 0                  |             | -           | -           | 88     | 3      |
| gen.-giu. 2022  | Genoa           | A               | 10         | 0          | CI              | -               | -               | -                  | -                  | -                  | -           | -           | -           | 10     | 0      |
| 2022-2023       | Genoa           | B               | 37         | 2          | CI              | 3               | 0               | -                  | -                  | -                  | -           | -           | -           | 40     | 2      |
| 2023-2024       | Genoa           | A               | 37         | 2          | CI              | 2               | 0               | -                  | -                  | -                  | -           | -           | -           | 39     | 2      |
| 2024-2025       | Genoa           | A               | 35         | 2          | CI              | 2               | 0               | -                  | -                  | -                  | -           | -           | -           | 37     | 2      |
| 2025-2026       | Genoa           | A               | 0          | 0          | CI              | 1               | 0               | -                  | -                  | -                  | -           | -           | -           | 1      | 0      |
| Totale Genoa    | Totale Genoa    | Totale Genoa    | 119        | 6          |                 | 8               | 0               |                    | -                  | -                  |             | -           | -           | 127    | 6      |
| Totale carriera | Totale carriera | Totale carriera | 197        | 8          |                 | 10              | 1               |                    | 8                  | 0                  |             | -           | -           | 215    | 9      |

### Cronologia presenze e reti in nazionale
| Cronologia completa delle presenze e delle reti in nazionale ― Danimarca | Cronologia completa delle presenze e delle reti in nazionale ― Danimarca | Cronologia completa delle presenze e delle reti in nazionale ― Danimarca | Cronologia completa delle presenze e delle reti in nazionale ― Danimarca | Cronologia completa delle presenze e delle reti in nazionale ― Danimarca | Cronologia completa delle presenze e delle reti in nazionale ― Danimarca | Cronologia completa delle presenze e delle reti in nazionale ― Danimarca | Cronologia completa delle presenze e delle reti in nazionale ― Danimarca |
| Data                                                                     | Città                                                                    | In casa                                                                  | Risultato                                                                | Ospiti                                                                   | Competizione                                                             | Reti                                                                     | Note                                                                     |
| ------------------------------------------------------------------------ | ------------------------------------------------------------------------ | ------------------------------------------------------------------------ | ------------------------------------------------------------------------ | ------------------------------------------------------------------------ | ------------------------------------------------------------------------ | ------------------------------------------------------------------------ | ------------------------------------------------------------------------ |
| 8-9-2024                                                                 | Copenaghen                                                               | Danimarca                                                                | 2 – 0                                                                    | Serbia                                                                   | UEFA Nations League 2024-2025 - 1º turno                                 | -                                                                        | 82’                                                                      |
| 23-3-2025                                                                | Lisbona                                                                  | Portogallo                                                               | 5 – 2 dts                                                                | Danimarca                                                                | UEFA Nations League 2024-2025 - Quarti di finale                         | -                                                                        | 83’                                                                      |
| Totale                                                                   |                                                                          | Presenze                                                                 | 2                                                                        |                                                                          | Reti                                                                     | 0                                                                        |                                                                          |

## Palmarès

### Club

#### Competizioni nazionali
- Campionato danese: 1

Brøndby: 2020-2021